# Comuna Dubrînîci, Pereciîn
Dubrînîci (în ucraineană Дубриничі) este o comună în raionul Pereciîn, regiunea Transcarpatia, Ucraina, formată din satele Dubrînîci (reședința) și Pastilkî.

## Demografie
Componența lingvistică a comunei Dubrînîci
     Ucraineană (98,78%)
     Alte limbi (0,97%)
Conform recensământului din 2001, majoritatea populației comunei Dubrînîci era vorbitoare de ucraineană (98,78%), existând în minoritate și vorbitori de alte limbi.